# كوليت برايس
كوليت برايس (بالإنجليزية: Colette Bryce)‏ هي كاتِبة وشاعرة بريطانية، ولدت في 1970 في ديري في أيرلندا الشمالية.